# Lohmühle (Prichsenstadt)
Lohmühle ist eine Einöde in der Gemarkung von Prichsenstadt im unterfränkischen Landkreis Kitzingen.

## Geografische Lage
Die Lohmühle liegt im Süden des Prichsenstädter Gemeindegebiets am Schwarzachzufluss Altbach. Im Norden verläuft die Kreisstraße KT 46 an der Anlage vorbei, weiter nördlich ist heute ein Teil des Prichsenstädter Gewerbegebietes zu finden. Die Kreisstraße ist auch die Verbindung ins im Südosten liegende Kirchschönbach. Im Süden liegt der Wiesentheider Gemeindeteil Geesdorf. Getrennt durch die Bundesstraße 286 beginnt in etwa einem Kilometer Entfernung Prichsenstadt selbst.

## Geschichte
Um die pflanzlichen Gerbmittel für die Gerberei zu zerkleinern, errichtete man in Prichsenstadt eine Lohmühle. Diese erste Mühle war am sogenannten Fuckerseelein zu finden und brannte im Jahr 1698 ab. Der damalige Besitzer Steinacher baute die Anlage ohne Erlaubnis des Rates bis 1699 wieder auf. Sie musste daraufhin wieder entfernt werden. Allerdings gewährte der Rat, der Kastner und die Siebener Johann Steinacher im Jahr 1722 die Errichtung an der heutigen Stelle in der Kirchschönbacher Straße.
Im Jahr 1727 besaß der Stadtrat Paul Kessler die „Lohmühle außen vorm Unterthor“. Er oder sein Sohn verpachtete die Mühle im Jahr 1791 an Michael Pappert. Der Rat der Stadt verwehrte Pappert jedoch, eine Wohnung in der Stadt zu mieten.  Die Angelegenheit weitete sich zum Rechtsstreit aus, der bis an das Königlich-Preußische Kreisdirektorium in Uffenheim getragen wurde. Pappert wurde Unehrlichkeit unterstellt. Schließlich musste die Familie Pappert die Stadt binnen eines Vierteljahres verlassen.
Daraufhin übernahm Johann Paulus Kessler wiederum die Mühle. Im Jahr 1809 war Martin Kessler Eigentümer der Mühle, er vererbte die Anlage wohl 1813 an Johann Friedrich Kessler, bis schließlich Martin Kesslers Witwe 1826 die Lohmühle innehatte. Im Jahr 1841 wurde dem Müller Conrad Fischer von der Familie Kessler erlaubt, in den Räumlichkeiten der Mühle seine Wohnung zu beziehen.  Am 15. August 1849 versuchte eine unbekannte Person die Scheune der Lohmühle in Brand zu setzen. Die Brandstiftung scheiterte aber.
Bis ins Jahr 1855 war Philipp Müller in den Besitz der Mühle gekommen, so dass Friedrich Lorenz Kessler die Gebäude der „Mühle außerhalb der Stadt“ im Jahr 1859 neu erwerben musste. Bis 1887 kam die Lohmühle in die Hände des Georg Düngfelder aus Buchsbach. 1917 betrieb das Ehepaar Elisabeth und Johann Heindel die Anlage. Johann Heindel gelang es, 1938 die Wiederaufnahme des Betriebes zu erreichen. Im Jahr 1965 übernahm Ernst Heindel die Prichsenstädter Lohmühle, er starb im Jahr 2009.